# Falco zoniventris
El cernícalo malgache o cernícalo de bandas (Falco zoniventris), es endémico de la isla Madagascar. Se ausenta de las altiplanicies y altas elevaciones en el interior de la isla. Mide 27–30 cm de longitud con una envergadura de 60–68 cm.
En algunas partes de su ubicación es común. Esta ave es sedentaria, aunque dentro de la isla se desplaza.
Frecuenta los campos donde la vegetación no es muy alta y los márgenes de los bosques. Habita desde el nivel del mar hasta elevaciones de 2000 metros.
Anida en los huecos de los árboles. Se han visto nidos con tres huevos.
De hábitos solitario, se mantiene posado por largo tiempo sobre un árbol u otra percha. Una vez que ve una presa, se lanza sobre ella para después retornar a su percha.
Se alimenta de reptiles, otros pequeños vertebrados e insectos.
Al cernícalo malgache se le conoce en inglés por Madagascar Banded Kestrel.